# Pritzier
Pritzier ist eine Gemeinde im Landkreis Ludwigslust-Parchim in Mecklenburg-Vorpommern (Deutschland). Sie wird vom Amt Hagenow-Land mit Sitz in der Stadt Hagenow verwaltet.

## Geografie
Die Gemeinde liegt nordwestlich der Griesen Gegend im Südwesten Mecklenburg-Vorpommerns und gehört zum größten Teil zum Biosphärenreservat Flusslandschaft Elbe-Mecklenburg-Vorpommern.
Umgeben wird Pritzier von den Nachbargemeinden Toddin im Norden, Warlitz im Osten, Lübtheen im Süden sowie Vellahn im Westen.

### Ortsteile
Zu Pritzier gehören die Ortsteile Bahnhof-Pritzier und Schwechow.

## Geschichte
Zu Beginn des 13. Jahrhunderts gehörte Pritzier noch zur Diözese Ratzeburg. Im Jahr 1302 schenkte Graf Nikolaus von Schwerin der Stadt Crivitz das Eigentum am Dorf Pritzier zur Vergrößerung ihrer Feldmark. Das Gut war im Besitz der Familie von Lützow. In einem Krieg zwischen dem Herzog von Sachsen, den Herren zu Lauenburg und den Lützows wurde die Feste zu Pritzier genommen und verbrannt.
Pritzier wurde aus dem Konkurs des Landrats Henning von Lützow 1652 an den Rittmeister Hans von Scharfenberg verkauft. Seine Witwe Maria Margarete geb. von Göhren verpachtete das Gut an Balthasar von Zülow, verheiratete sich darauf mit dem Major von Peterswald. 1756 kaufte es der Hauptmann von Hövel. 1764 erwarb es der braunschweigisch-lüneburgische Stadtvogt und Stiftshauptmann Otto Johann Christoph von Könemann. Zusammen mit seinen vier Brüdern wurde er 1773 in den Reichsadelsstand erhoben, dessen Anerkennung Kurhannover und Mecklenburg-Schwerin im Jahr 1779 vollzogen. Franz Julius von Könemann erwarb unter anderem die Güter Warlitz, Goldenitz, Gößlow, Gramnitz, die bis 1945 im Besitz der Familie blieben. 
Sein Sohn Georg Justus von Könemann erbaute das Herrenhaus Pritzier von 1825 nach Plänen des dänischen Architekten Joseph Christian Lillie. Nachhaltig war die Entscheidung des Kammerherrn, verheiratet mit Juliane von Bischoffshausen, einen Familienfideikommiss zu stiften, um die Erbfolge der Nachfahren zu sichern. 1821 wurde die Aufnahme in die mecklenburgische Ritterschaft vollzogen, die erst nach einem einhundertjährigen Aufenthalt im Land möglich war. Franz Karl Hans Leopold von Könemann hatte von 1846 bis 1861 die Gutsherrschaft in Pritzier inne. Sein Neffe zweiter Generation Otto von Könemann-Goldenitz (1879–1935) war darauf Fideikommissherr auf Pritzier, Major a. D. und Rechtsritter des Johanniterordens. Ihm wurden 1941 genau 1222 ha Besitz zugeschrieben. Pritzier blieb ein Allodialgut, die Verwaltung führte ein Inspektor, zeitweise war der Besitz verpachtet. Zum Gut Prizier gehörte noch der 150 ha umfassende Hof Gramnitz, bezeichnet als Nebengut. Das Herrenhaus bewohnten dann die Witwe Karola von Koppelow sowie ihre Kinder mit ihren Familien.
Das Gut wurde nach 1945 volkseigen und nach 1990 privatisiert. Olaf-Michael von Könemann konnte das Herrenhaus mit Park und Nebengebäuden 1996 zurückkaufen. Die Tagelöhnerhäuser, während der DDR-Zeit Werkswohnungen, wurden an die Bewohner veräußert.
Nach Fertigstellung der Chaussee von Lübtheen nach Pritzier im Jahr 1849 wurde auf Bestreben Lübtheens die Bahnstation an der bereits 1846 eröffneten Berlin-Hamburger Bahn eingerichtet.

### Schwechow
Der heutige Ortsteil Schwechow wurde 1229 erstmals urkundlich erwähnt. Gutsbesitzer waren ab dem 13. Jahrhundert bis 1739 u. a. die Familien von Lützow, von Töbing (bis 1752), von Laffert (bis 1896), der Diplomat Graf von Pourtalès bis (1917), dann die Hamburger Bankierfamilie von Schinckel. 1945 wurde es verstaatlicht. 1991 erwarb ein Fruchtsaftfabrikant das Gut und vergrößerte es. Das Gutshaus stammt aus der Zeit nach 1896. Die gesamte Gutsanlage wurde saniert.

## Politik

### Gemeindevertretung und Bürgermeister
Der Gemeinderat besteht (inkl. Bürgermeister) aus 7 Mitgliedern. Die Wahl zum Gemeinderat am 26. Mai 2019 hatte folgende Ergebnisse:
| Partei/Bewerber                                           | Prozent | Sitze |
| --------------------------------------------------------- | ------- | ----- |
| Unabhängige Wählergemeinschaft Pritzier                   | 86,28   | 5     |
| Aktives Bürger Forum für unsere Region Pritzier-Schwechow | 13,72   | 1     |

Bürgermeister der Gemeinde ist Thomas Witt, er wurde mit 77,59 % der Stimmen gewählt.

### Wappen
| Wappen von Pritzier | Blasonierung: „In Grün eine schräg gestellte silberne Armbrustfibel, begleitet beiderseits von einer golden besamten silbernen Apfelblüte.“ |
| Wappen von Pritzier | Wappenbegründung: Das Wappen zeigt ein einprägsames Motiv, das auf die Vor- und Frühgeschichte von Pritzier hindeutet, eine bei den umfangreichen Ausgrabungen des aus spätrömischer Kaiserzeit stammenden bedeutenden Urnenfriedhofes 1938/39 als Grabbeigabe aufgefundene Armbrustfibel. Mit den Apfelblüten soll der Bezug zur Gegenwart der Gemeinde hergestellt werden, zu den beachtlichen Obstplantagen der Schwechower Obstbrennerei. Das Wappen wurde von dem Schweriner Heraldiker Karl-Heinz Steinbruch gestaltet. Es wurde am 24. April 2007 durch das Ministerium des Innern genehmigt und unter der Nr. 311 der Wappenrolle des Landes Mecklenburg-Vorpommern registriert. |

### Flagge
Die Flagge ist gleichmäßig längs gestreift von Grün, Weiß und Grün. In der Mitte des Flaggentuchs liegt, auf jeweils die Hälfte der Höhe der grünen Streifen übergreifend, das Gemeindewappen, umgeben von einem weißen Bord, dessen Stärke ein Zwanzigstel der Höhe des Flaggentuchs beträgt. Die Höhe des Flaggentuchs verhält sich zur Länge wie 3:5.

### Dienstsiegel
Das Dienstsiegel zeigt das Gemeindewappen mit der Umschrift „GEMEINDE PRITZIER • LANDKREIS LUDWIGSLUST-PARCHIM“.

## Sehenswürdigkeiten

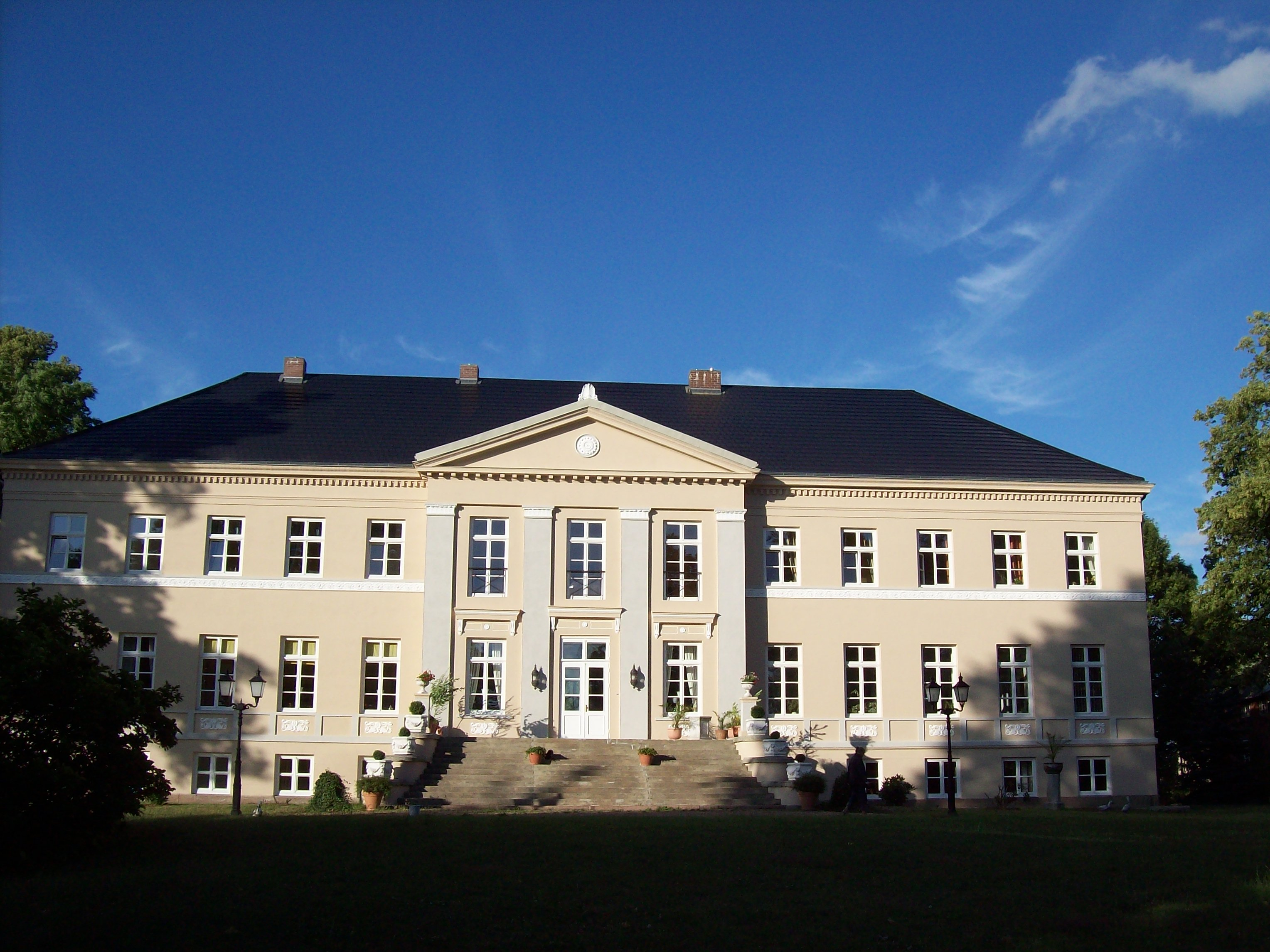
Gutshaus in Pritzier

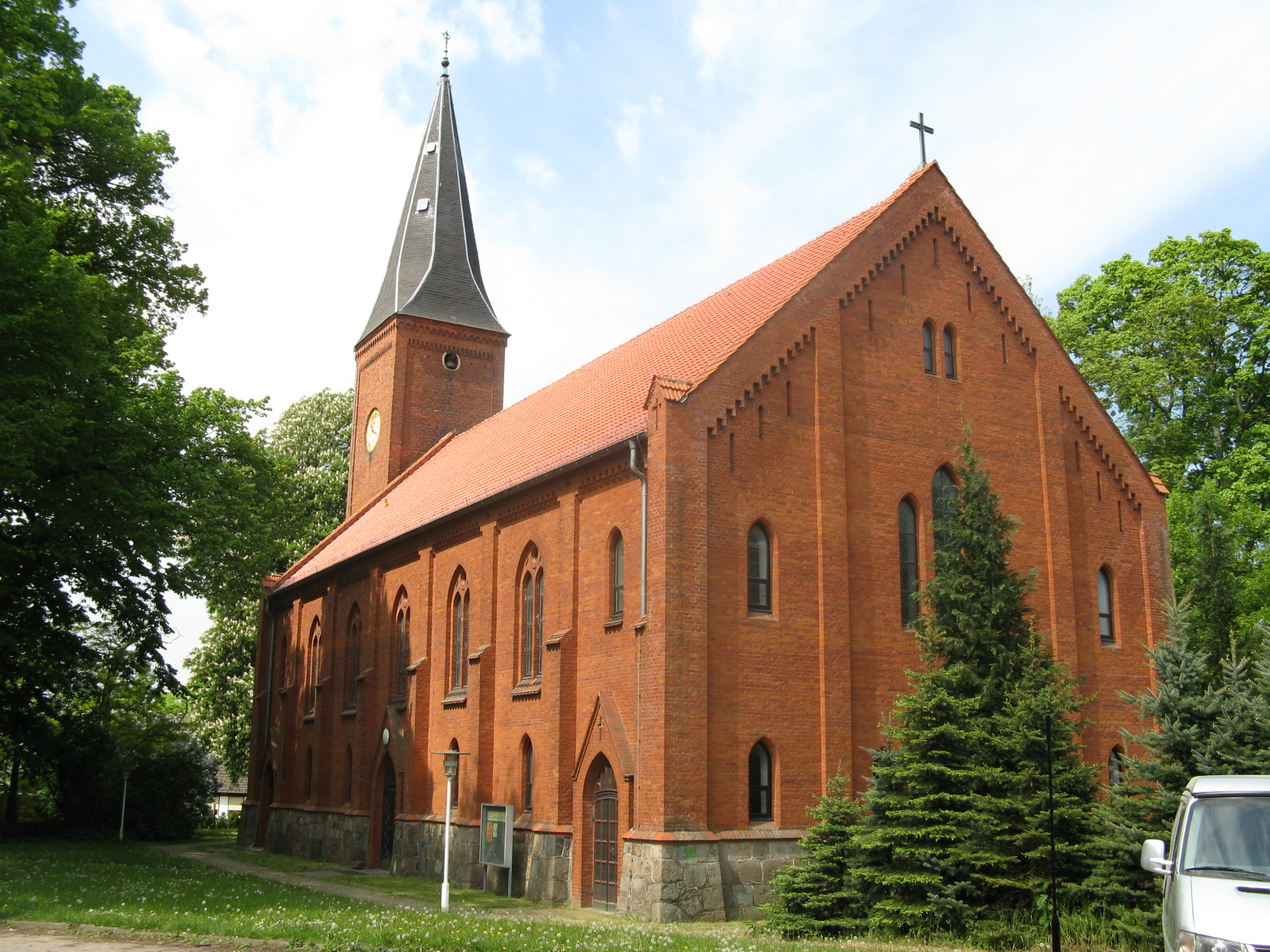
Petruskirche in Pritzier

- Gutshaus Schwechow von nach 1896 im englischen Landhausstil

### Herrenhaus Pritzier
Das von 1820 bis 1825 nach Plänen von Joseph Christian Lillie errichtete Herrenhaus ist ein klassizistischer Putzbau. Er besitzt über der Tiefparterre zwei Geschosse, die Hoffassade entstand um 1880. Mittig existiert anstelle eines einst vorhandenen Portikus ein Mittelrisalit mit Dreiecksgiebel und vier kannelierten, leicht hervorgehobenen Pilastern mit einer davor gelegener Terrasse und Freitreppe. Im Erdgeschoss tritt ein mit ornamentalem Stuck ausgestatteter ovaler Gartensaal etwa zur Hälfte auf der Gebäuderückseite heraus. Im zum Herrenhaus gehörenden etwa acht Hektar großen Park befinden sich eine Quelle, vier Teiche und eine künstlich angelegte Insel.

### Neogotische Petruskirche Pritzier
Die Gutsherrenkirche ersetzte als Backsteinbau 1852 eine gotische Feldsteinkirche, die bereits 1230 im Ratzeburger Zehntregister erwähnt wurde, das die damals zum Bistum Ratzeburg gehörenden Ortschaften geordnet nach Kirchspielen auflistet. Aus dem Vorgängerbau sind die in Wände eingelassenen Grabplatten und die alte, durch einen Riss beschädigte Kirchenglocke von 1649 erhalten, die am Turmeingang besichtigt werden kann. Die heute in Funktion befindliche Kirchenglocke von 1868 wird noch von Hand geläutet.
Der Sockel der Kirche besteht aus Granitfindlingen des Vorgängerbaus. Mit der Sanierung und Restaurierung der Kirche von 1993 wurden die restaurierten aus dem 15. Jahrhundert stammenden Bleiglasfenster wieder eingebaut. Durch Einbauten in Glas und Stahl mit den Proportionen der vorhandenen alten Holzkonstruktion entstanden im westlichen Teil des Gebäudes Gemeinderäume und eine beheizbare Winterkirche. Die neue Architektur, gestaltet von den Architekten Dieter J. Glienke und Gerhard Hirschfeld, erhielt 1998 eine Anerkennung im Landesbaupreis Mecklenburg-Vorpommern.

## Wirtschaft und Infrastruktur

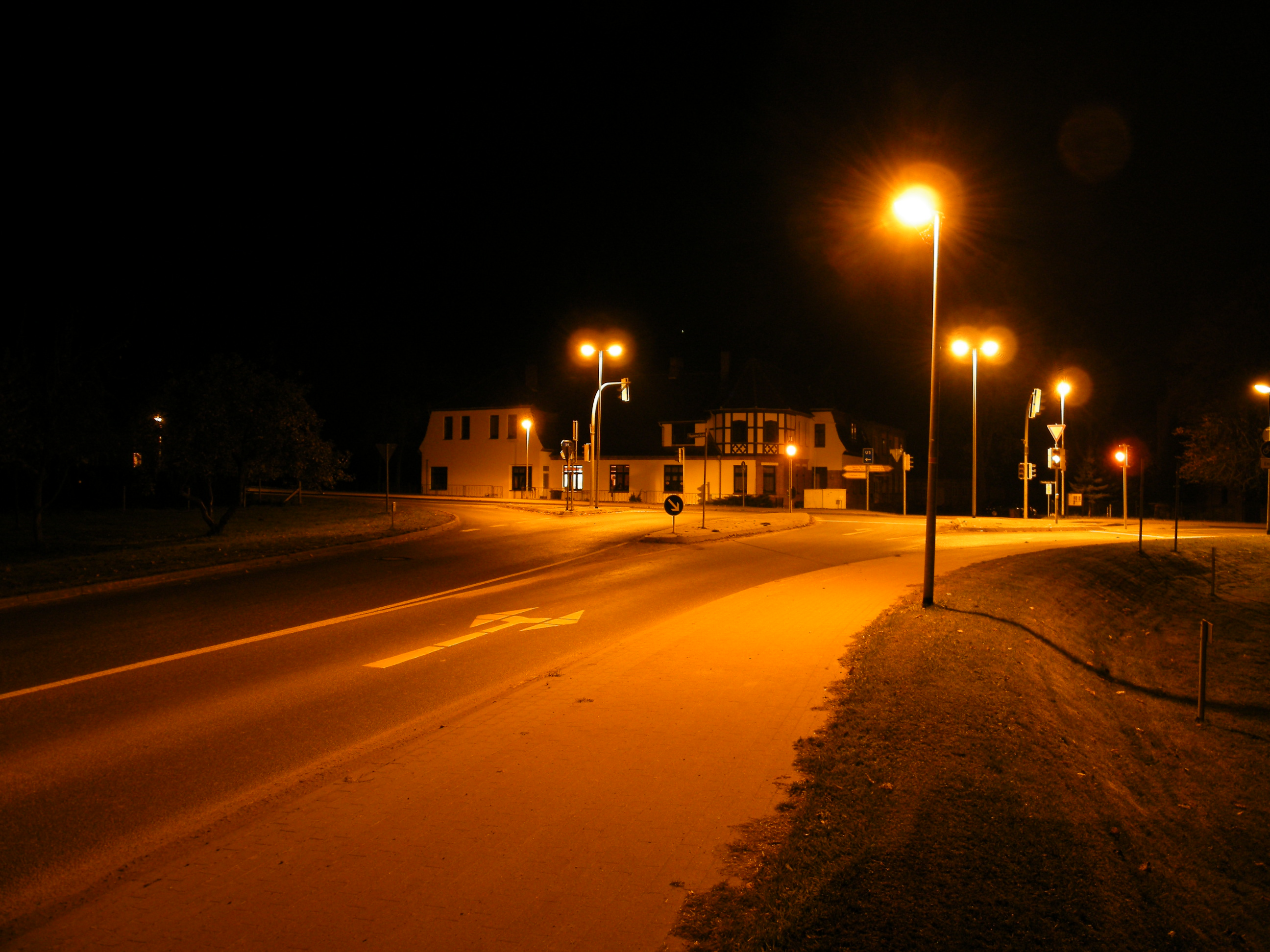
Kreuzung von B 5 und B 321 bei Nacht

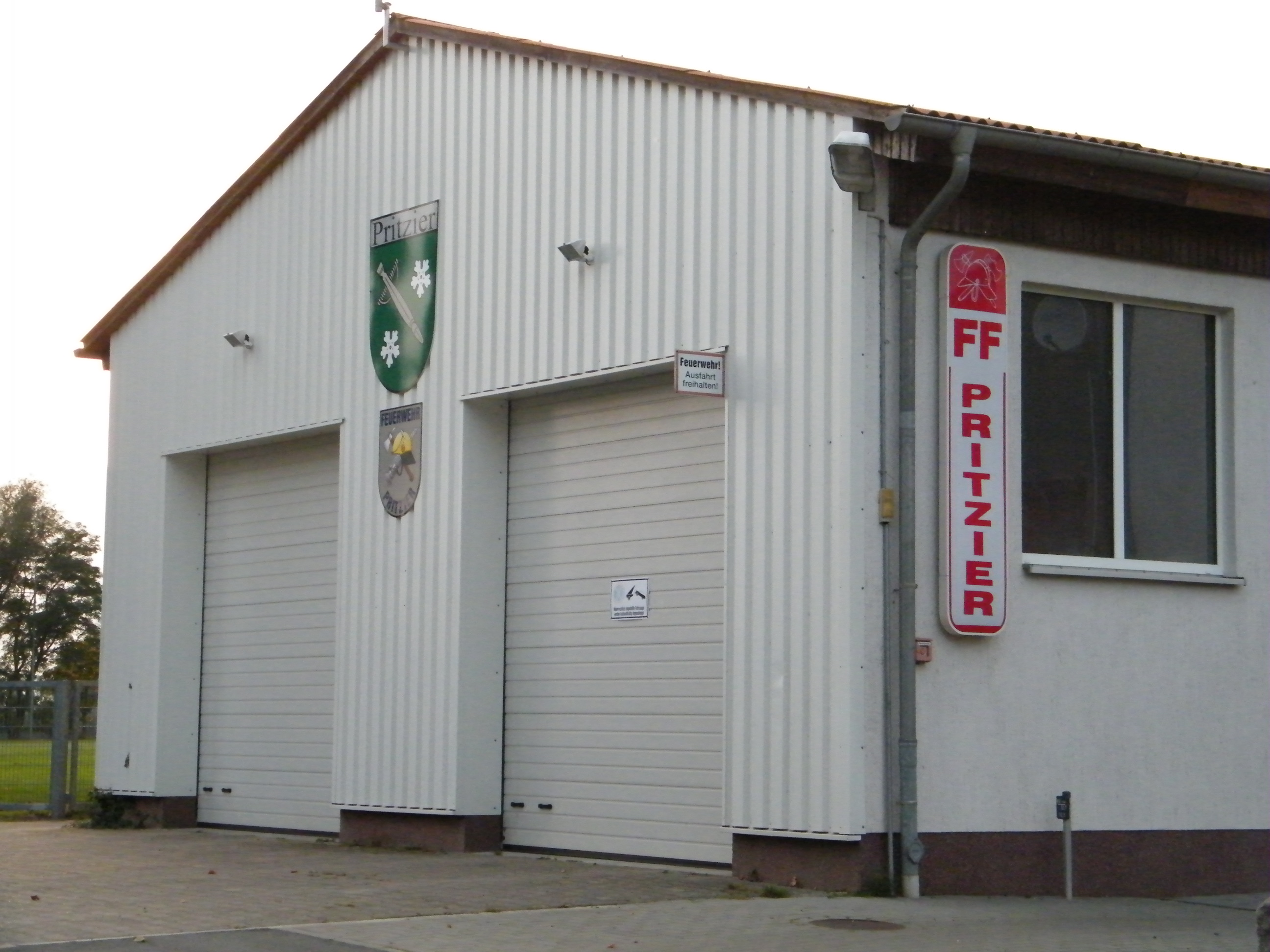
Gebäude der Freiwilligen Feuerwehr Pritzier

### Verkehr

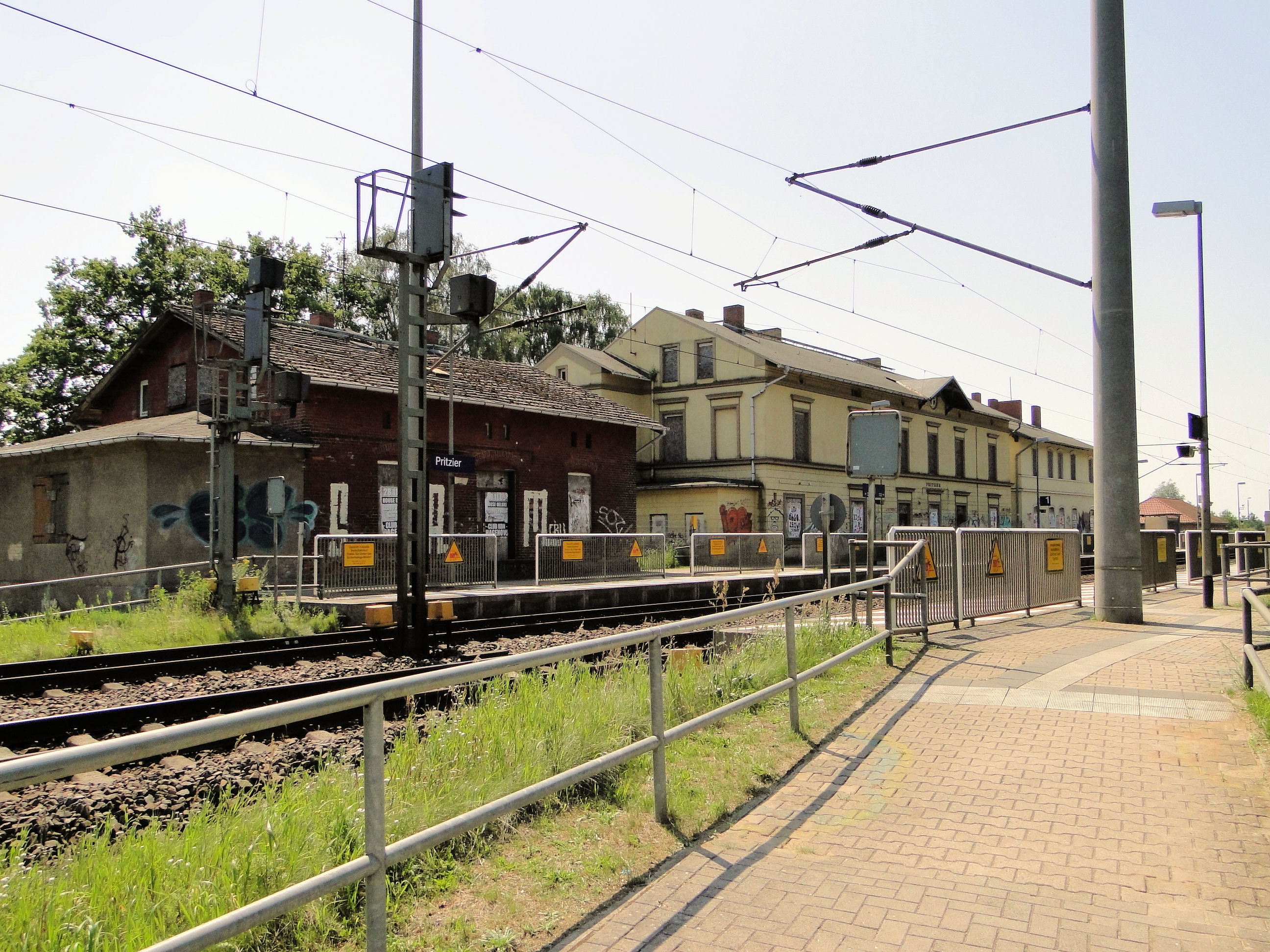
Bahnhof Pritzier

Durch Pritzier verläuft die Bundesstraße 5, in der Ortsmitte zweigt von dieser die B 321 in Richtung Schwerin ab. Der Bahnhof Pritzier liegt zirka zwei Kilometer außerhalb des Ortes an der Bahnstrecke Berlin–Hamburg. In Pritzier verkehren die Buslinien 520 (Boizenburg–Vellahn–Hagenow) und 565 (Hagenow–Lübtheen–Kaarßen) der Ludwigsluster Verkehrsgesellschaft.

### Öffentliche Einrichtungen
Pritzier verfügt über eine Freiwillige Feuerwehr. Diese feierte 2007 ihr 60-jähriges Bestehen.

## Sport
Der SV Pritzier-Schwechow 49 e. V. (ehemals Traktor Pritzier-Schwechow) feierte 1999 sein 50-jähriges Bestehen.

## Persönlichkeiten
- Johann Christoph Schmügel (1727–1798), wurde in Pritzier als Sohn des damaligen Organisten gleichen Namens geboren. Er wurde Schüler von Georg Philipp Telemann in Hamburg und war später Organist in Lüneburg und Mölln. Er gilt heute als einer der wichtigsten Komponisten im Übergangsstil zwischen Barock und Klassizismus.
- Heinrich Julius Tode (1733–1797), Theologe, Pädagoge, Dichter, Mykologe, Architekt und Zeichner, aus dem Dorf Zollenspieker bei Hamburg stammend und ab 1761 in Pritzier ansässig.
- Franz Becker (1888–1955), in Pritzier geborener Pädagoge und Politiker.
- Joachim von Schinckel und Gattin Helen geb. van de Velde lebten in den 1920ern auf Gut Schwechow,

## Belege
1. ↑  Statistisches Amt M-V – Bevölkerungsstand der Kreise und Gemeinden 2024 (XLS-Datei) (Amtliche Einwohnerzahlen in Fortschreibung des Zensus 2022) (Hilfe dazu).
2. ↑  § 1 der Hauptsatzung der Gemeinde (Memento des Originals vom 10. Dezember 2019 im Internet Archive)  Info: Der Archivlink wurde automatisch eingesetzt und noch nicht geprüft. Bitte prüfe Original- und Archivlink gemäß Anleitung und entferne dann diesen Hinweis. (PDF; 39 kB)
3. ↑  Die Stadtgründungen Mecklenburg-Schwerins in der Kolonisationszeit vom 12. bis zum 14. Jahrhundert (auf siedlungsgeschichtlicher Grundlage), Seite 50
4. ↑  Detmarscher Chronik
5. ↑  Gothaisches Genealogisches Taschenbuch der Briefadeligen Häuser. 1912. In: "Der Gotha". Sechster Jahrgang Auflage. Briefadelige Häuser nach alphabetischer Ordnung. K, Könemann. I. und II. Linie. Justus Perthes, Gotha 2. November 1911, S. 543–545 (uni-duesseldorf.de [abgerufen am 21. Januar 2022]).
6. ↑  Familiendatenbank NLF: Franz Julius VON KOENEMANN ✶24.12.1742 †19.12.1813. Abgerufen am 16. Juli 2025.
7. ↑  Mecklenburgisches Wappenbuch. In: J. G. Tiedemann (Hrsg.): MWB. III. Familien, welche seit dem Anfang des 18. Jahrhunderts durch Reception die Rechte des eingebornen Adels erhalten haben. J. G. Tiedemann, Rostock 1. November 1837, S. 9 (uni-duesseldorf.de [abgerufen am 21. Januar 2022]).
8. ↑  Gothaisches Genealogisches Taschenbuch der Adeligen Häuser. Zugleich Adelsmatrikel der Deutschen Adelsgenossenschaft. 1941. Teil B. Adelige Häuser des seit Anfang des 15. Jahrhunderts bis zur Neuzeit nachgewiesenen deutschen Erbadels (späterer rittermäßiger Landadel, patrizischer Stadtadel, Reichsbriefadel, Landesbriefadel, Uradel und alter Adel nichtdeutschen Ursprungs, Offiziers- und Beamtenadel). In: "Der Gotha", publiziert bis 1942. 33. Auflage. Könemann. Justus Perthes, Gotha 1. Oktober 1940, S. 298–299 (d-nb.info [abgerufen am 21. Januar 2022]).
9. ↑  Ernst Seyfert, Hans Wehner, W. Baarck: Niekammer`s Landwirtschaftliches Güter-Adreßbücher, Band IV. Landwirtschaftliches Adreßbuch der Rittergüter, Güter und Höfe von Mecklenburg-Schwerin und -Strelitz. Verzeichnis sämtlicher Rittergüter, Güter und Höfe von ca. 20 ha aufwärts mit Angabe der Gutseigenschaft, der Gesamtfläche und des Flächeninhalts der einzelnen Kulturen. In: Mit Unterstützung vieler Behörden und der Landbünde zu Güstrow und Neubrandenburg (Hrsg.): 4. Letzte Ausgabe. 4. Auflage. IV Reihe Paul Niekammer. Verlag von Niekammer`s Adreßbüchern G.m.b.H., Leipzig 1928, S. 72 (g-h-h.de [abgerufen am 21. Januar 2022]).
10. ↑  Walter v. Hueck, Uta v. Delius, Friedrich Wilhelm Euler, Klaus Freiherr v. Andrian-Werburg, Wolfgang Graf v. Hartwig: Genealogisches Handbuch der Adeligen Häuser / B (Briefadel nach 1400 nobilitiert). 1993. In: Deutsches Adelsarchiv e. V. (Hrsg.): GHdA von 1951 bis 2014. Band XX, Nr. 104. C. A. Starke, 1993, ISSN 0435-2408, S. 164–169 (d-nb.info [abgerufen am 21. Januar 2022]).
11. ↑  Karl Meyer: Die Geschichte Lübtheens. Ein Bild aus der Vergangenheit der Jabelheide. Lübtheen: Meinert 1923, S. 77
12. ↑  Zweckverband Kommunale Datenverarbeitung Oldenburg(ZKO)
13. ↑  Zweckverband Kommunale Datenverarbeitung Oldenburg(ZKO)
14. ↑  Hans-Heinz Schütt: Auf Schild und Flagge - Die Wappen und Flaggen des Landes Mecklenburg-Vorpommern und seiner Kommunen. Hrsg.: produktionsbüro TINUS; Schwerin. 2011, ISBN 978-3-9814380-0-0, S. 142.
15. 1 2  Hauptsatzung § 1 (PDF; 3,8 MB).
16. ↑  Georg Dehio: Handbuch der deutschen Kunstdenkmäler. Mecklenburg-Vorpommern, Deutscher Kunstverlag, Neubearbeitung, München/Berlin 2000, ISBN 3-422-03081-6
17. ↑  Ilsabe von Bülow: Joseph Christian Lillie (1760–1827). Berlin 2008, S. 150–159. ISBN 978-3-422-06610-6
18. ↑  Hagenower Kommunalanzeiger vom 13. Juli 2007 (Seite nicht mehr abrufbar, festgestellt im Januar 2017. Suche in Webarchiven)